# Batalla de los Estrechos
La batalla de los Estrechos (en árabe: waq‘at al-majāz) se libró a comienzos del 965 entre las flotas del Imperio bizantino y del Califato fatimí en el estrecho de Mesina. Concluyó con una gran victoria fatimí y el fracaso final de la tentativa del emperador Nicéforo II de recuperar Sicilia de los fatimíes.

## Antecedentes
La caída de Taormina en manos de los aglabíes marcó el fin efectivo de la conquista musulmana de Sicilia, pero los bizantinos retuvieron algunos puestos en la isla, y Taormina se libró casi de inmediato de la dominación musulmana. En el 909, los fatimíes se apoderaron de los territorios aglabíes en Ifriqiya, y con ellos, de Sicilia. Los fatimíes (y desde la década de 950, los gobernadores kálbidas de Sicilia) continuaron la tradición de  yihad contra las fortificaciones cristianas del nordeste de Sicilia y, sobre todo, contra los dominios bizantinos del sur de Italia, con treguas intermitentes.
Tras la reconquista bizantina de Creta en el 960-961, campaña en la que los fatimíes, limitados por la tregua que habían pactado con el Imperio y la lejanía de la isla a sus dominios, fueron incapaces o reacios a participar, estos centraron su atención en Sicilia, donde decidieron reducir las fortificaciones todavía en poder de los bizantinos: Taormina, los castillos del Val Demone y Val di Noto, y Rometta. Taormina la conquistó el gobernador Ahmad ibn al-Hasan al-Kalbi en las Navidades del 962, después de un asedio de nueve meses; el año siguiente, un primo suyo, al-Hasan ibn Ammar al-Kalbi, dirigió el cerco de Rometta. La guarnición de esta envió una petición de auxilio al emperador Nicéforo II Focas, que preparó una gran expedición, encabezada por el patricio Nicetas Abalantes y su propio sobrino, Manuel Focas.

## Batalla
Las huestes bizantinas arribaron en octubre del 964 y rápidamente conquistaron Mesina y otros castillos en Val Demone, pero su tentativa de socorrer Rometta fue completamente desbaratada, operación en la que falleció Manuel Focas. Abandonada a su suerte, Rometta cayó en la primavera del 965. Después de su derrota ante Rometta, los restos del ejército bizantino tuvieron que replegarse a Mesina. Desde allá, Nicetas intentó cruzar el estrecho de Mesina y pasar a la península itálica, pero fue interceptado por la flota fatimí mandada por Ahmad al-Kalbi.
En la batalla resultante, que se conoce en las fuentes árabes (Ali ibn al-Athir, al-Macrizi, Abu al-Fida) como la «batalla de los Estrechos» (waq‘at al-majāz), el gobernador fatimí empleó diversas armas para atacar a los navíos bizantinos. Según Heinz Halm, los musulmanes: «se sumergían y nadaban hasta los barcos enemigos, a cuyos timones ataban maromas, por las que hacían deslizar contra las popas vasijas con fuego griego». Mediante esta táctica lograron la destrucción de muchos navíos bizantinos, y la batalla resultó una gran victoria fatimí; según los historiadores árabes, los musulmanes hicieron mil cautivos, entre ellos el almirante Nicetas y muchos de sus oficiales. Se apoderaron además de una pesada espada india que portaba una inscripción que indicaba que había pertenecido a Mahoma.

## Rescaldo
La derrota llevó los bizantinos a solicitar una nueva una tregua en el 966-967; el acuerdo dejó Sicilia en manos fatimíes y renovó la obligación imperial de pagar tributo a cambio de evitar las incursiones musulmanas en Calabria. Las dos partes estaban dispuestas a alcanzar un acuerdo, pues ambas tenían asuntos pendientes en otros lugares: Focas estaba concentrado en las guerras con los hamdanidas y la conquista de Cilicia, y los fatimíes preparaban la invasión de Egipto. El califa Ma'ad al-Muizz Li-Dinillah (953-975) reforzó las defensas de algunas ciudades de Sicilia durante este periodo, construyó mezquitas y asentó musulmanes en ciudades dominadas hasta entonces por los cristianos en Val Demone. Taormina fue arrasada, tal vez como parte de los términos del tratado de paz, y no fue ocupada de nuevo hasta el 976.
Como parte del acuerdo de paz, los cautivos bizantinos, incluyendo Nicetas, fueron rescatados por el Imperio. Nicetas estaba cautivo en Ifriqiya, donde copió las homilías de Basilio el Grande y Gregorio Nacianceno en un rico manuscrito caligráfico, que después de su liberación donó a un monasterio, y que actualmente se encuentra en la Biblioteca Nacional de Francia en París  (Par. gr. 947).